# 城西団地
城西団地（）は、福岡県福岡市城南区の地名であり、また都市再生機構の住宅団地の旧称でもある。現行の行政地名は、城西団地（住居表示実施済）。面積は23,840平方メートル (2.38 ha)。2023年5月末現在の人口は645人。郵便番号は814-0105。

## 地理

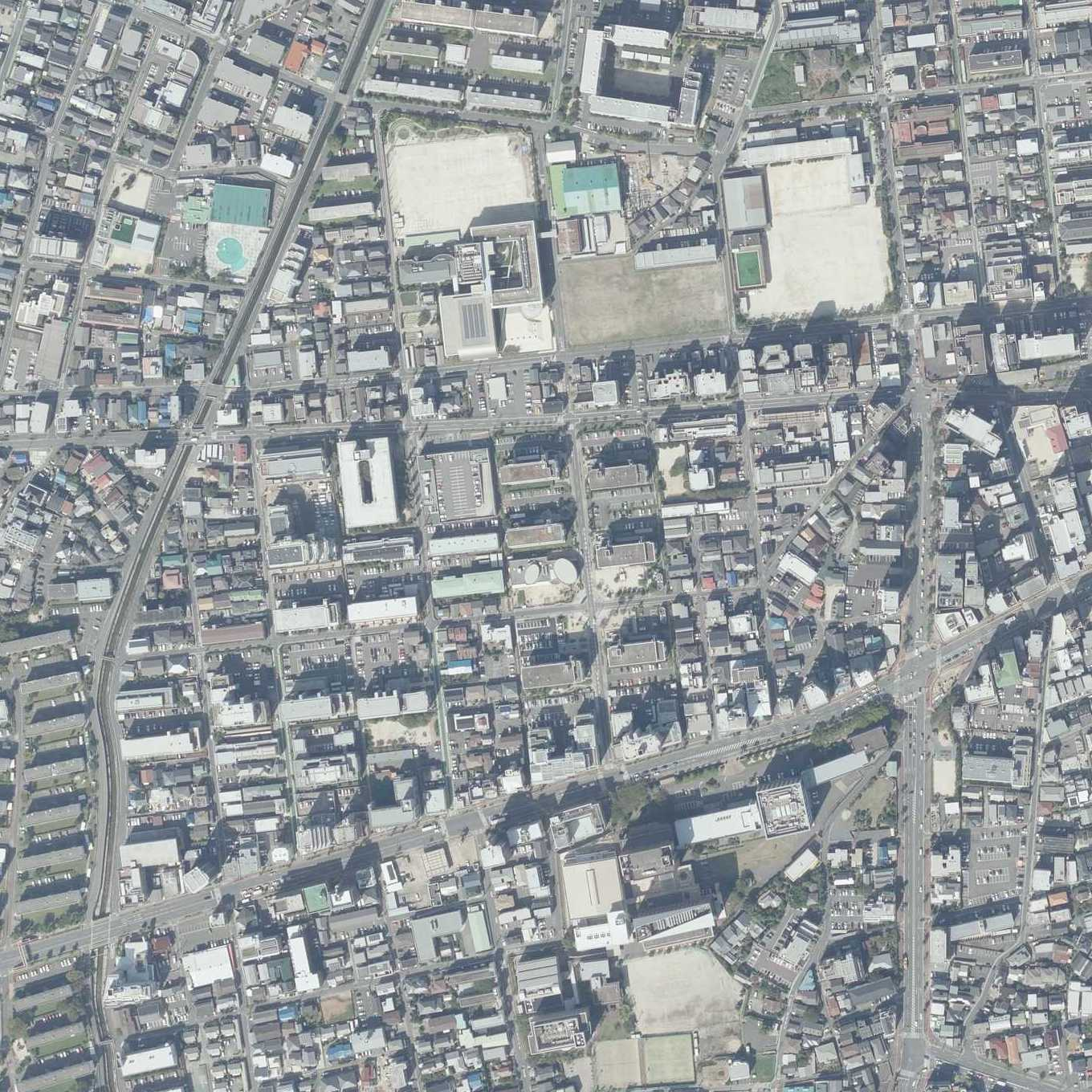
土地利用の状況

福岡市の「都心部」の中心とされる中央区天神等の西南西約3.7キロメートル、城南区の北部に位置する。北で鳥飼（）七丁目と、東で別府（）三丁目と、南及び西で別府四丁目と隣接する。土地利用については、幼稚園以外は都市再生機構の住宅団地が占めている。

### 都市計画等
都市計画について「福岡市都市計画マスタープラン」において定められた方針については次のとおりである。城西団地は福岡市地下鉄七隈線の六本松駅（）及び別府駅（）を中心として交通結節点の機能などが充実する「地域拠点」の西側外縁部に位置している。交通ネットワークについては、町域に接する幹線道路はないが、南側（約60メートル）には都市の骨格となる国道202号（別府橋通り）が、北側（約50メートル）には幹線道路である福岡市道鳥飼藤崎線 (幹線一級市町村道) が通っており、これらの沿道は、商業施設、業務施設、サービス施設や中高層住宅などが連続した「都市軸」や「沿道軸」に位置付けられている。土地利用については、大規模な住宅団地などの中高層住宅や高層住宅で形成される住宅地で、良好な住環境の保全・形成、緑化の推進、大規模団地などの老朽化に対する適切な対応をまちづくりの視点とする「中高層住宅ゾーン」として位置づけられている。用途地域については、福岡市道別府82号線の道路中心線から概ね50メートルの範囲が第一種住居地域に、これ以外が第一種中高層住居専用地域に指定されている。

## 語源
地名の「城西団地」のうち「城西」は福岡城跡の西方に位置することに因むのではないかと考えられている。

## 歴史

### 町域の変遷
現在の城西団地の地名は1968年（昭和43年）からの地名であり、もとは福岡市草ヶ江本町一丁目から四丁目までの一部であった。この町域は、東、南及び西で鳥飼に囲まれているが、団地特例の住居表示が実施されたことにより周辺地域とは別に成立したためである。

## 人口
城西団地について人口の推移を福岡市の住民基本台帳（公称町別）に基づき示す（単位：人）。集計時点は各年9月末現在である。
- 2001年（平成13年）：442
- 2002年（平成14年）：456
- 2003年（平成15年）：533
- 2004年（平成16年）：570
- 2005年（平成17年）：664
- 2006年（平成18年）：678
- 2007年（平成19年）：1,008[注釈 4]
- 2008年（平成20年）：668
- 2009年（平成21年）：641
- 2010年（平成22年）：616
- 2011年（平成23年）：652
- 2012年（平成24年）：643
- 2013年（平成25年）：652
- 2014年（平成26年）：620
- 2015年（平成27年）：643
- 2016年（平成28年）：653
- 2017年（平成29年）：676
- 2018年（平成30年）：641
- 2019年（令和元年）：669
- 2020年（令和2年）：677
- 2021年（令和3年）：668
- 2022年（令和4年）：668

## 交通

### 道路
主な幹線道路は次の通り。

#### 国道
町域内ではないが、近く（約60メートル南）には次の幹線道路が通っている。
- 国道202号（別府橋通り）

#### 市道
町域内に幹線道路に位置付けられた市道はないが、北側を通る福岡市道別府82号線は、1983年に福岡市地下鉄空港線建設のために廃止された筑肥線（博多駅 - 姪浜駅間）の廃線跡地を利用して新設・拡幅された道路であり、同様に整備された東の福岡市道博多駅鳥飼線と西の福岡市道鳥飼姪の浜線との間を結ぶ道路の一つである。さらにこの北側のすぐ近く（わずか40メートル程度）を並行して走る福岡市道鳥飼藤崎線 (幹線一級市町村道) と合わせて、「都心部」と「広域拠点」や「地域拠点」を繋ぐ交通ネットワークの一部を構成している。
また、町域の中央を南北方向に貫く区画道路である市道城西団地162号線及び163号線は、南に接する別府四丁目を挟み約60メートル南で国道202号]に接続する。

市道の写真
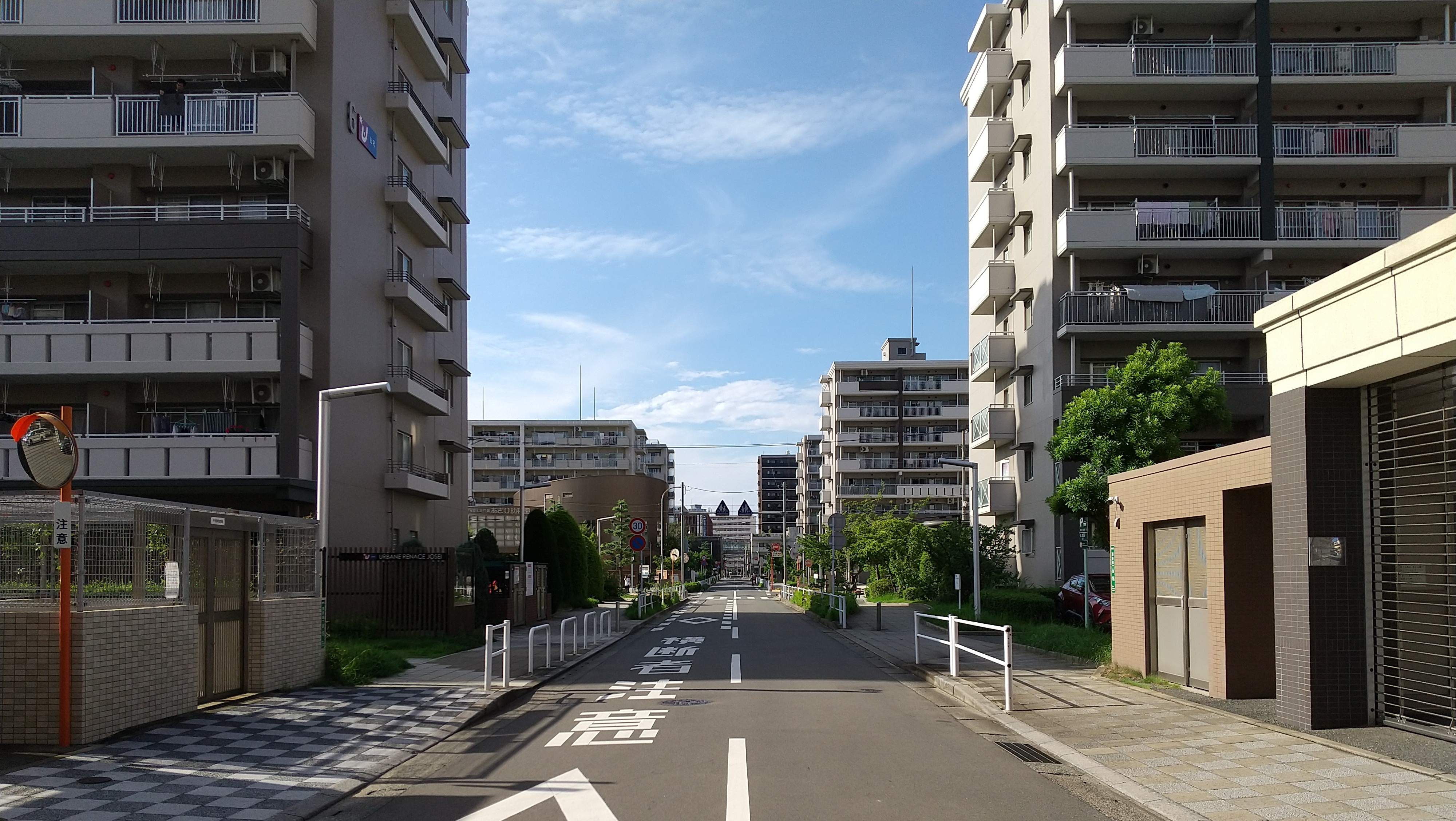
城西団地162号線、町域の南端より北の眺望

### 鉄道
鉄道については、町域の東方に福岡市交通局が運営する地下鉄の福岡市地下鉄七隈線が通っており、町外ではあるが、最寄りの駅は次のとおりである。
- 別府駅（距離は道程で約0.4～0.6キロメートル）

また、町域の北方に同地下鉄の空港線が通っており、町外ではあるが、最寄りの駅は次のとおりである。
- 西新駅（距離は道程で約1.3～1.5キロメートル）

### バス
バスについては、西日本鉄道株式会社が運営する西鉄バスが近くを運行しており、町域外ではあるが、次の停留所が最寄りである。
- 福岡市道鳥飼藤崎線沿い：中村高校前
- 国道202号沿い：中村大学前

## 主な施設

### 公共・公益施設
城西団地162号線及び163号線と別府85号線との十字路が町域の中央附近にあり、4箇所すべての角にポケットパークの一種である街角広場（「四季の広場」）が設けられている。

街角広場の写真
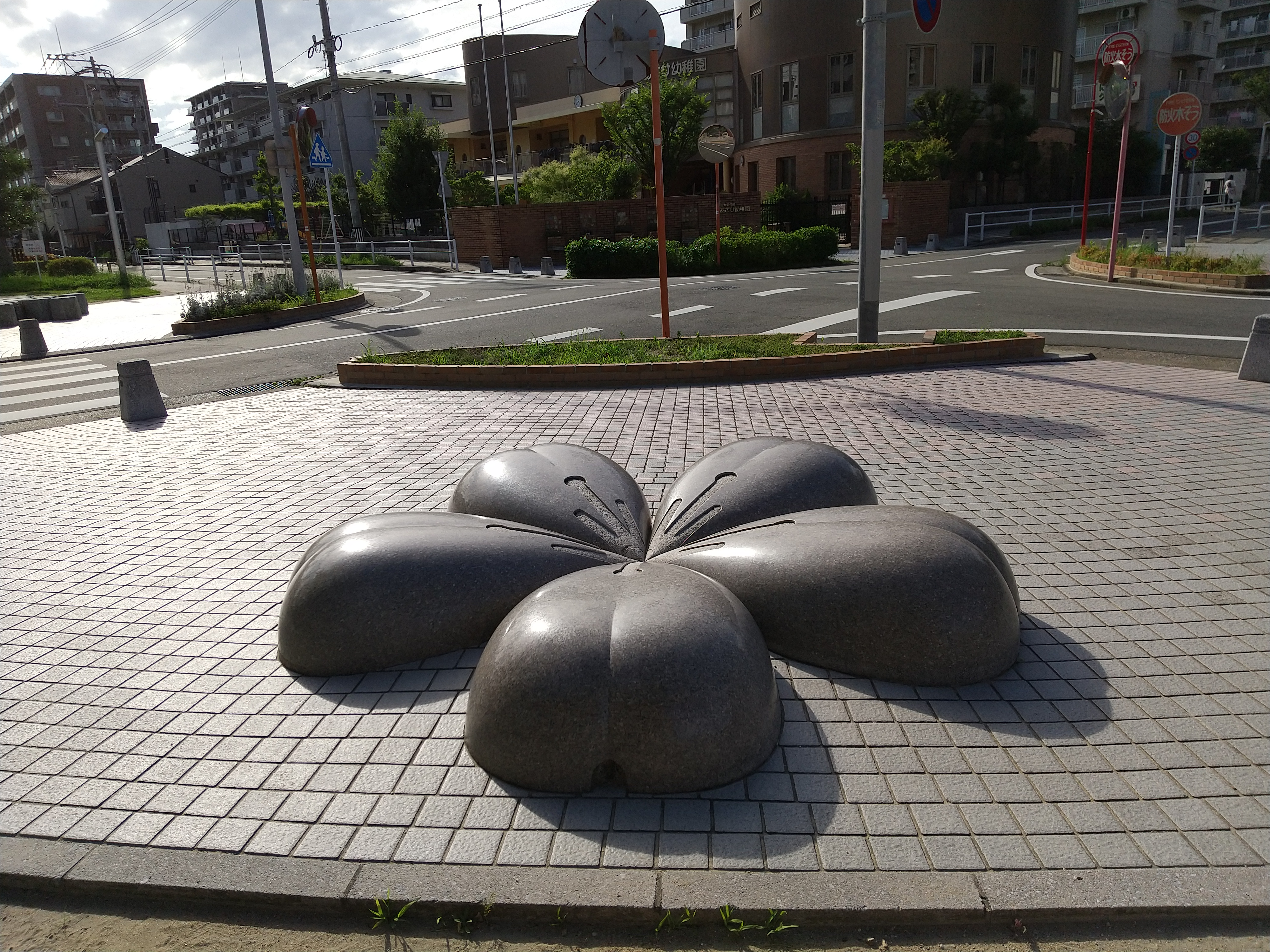
「春、ソメイヨシノ」
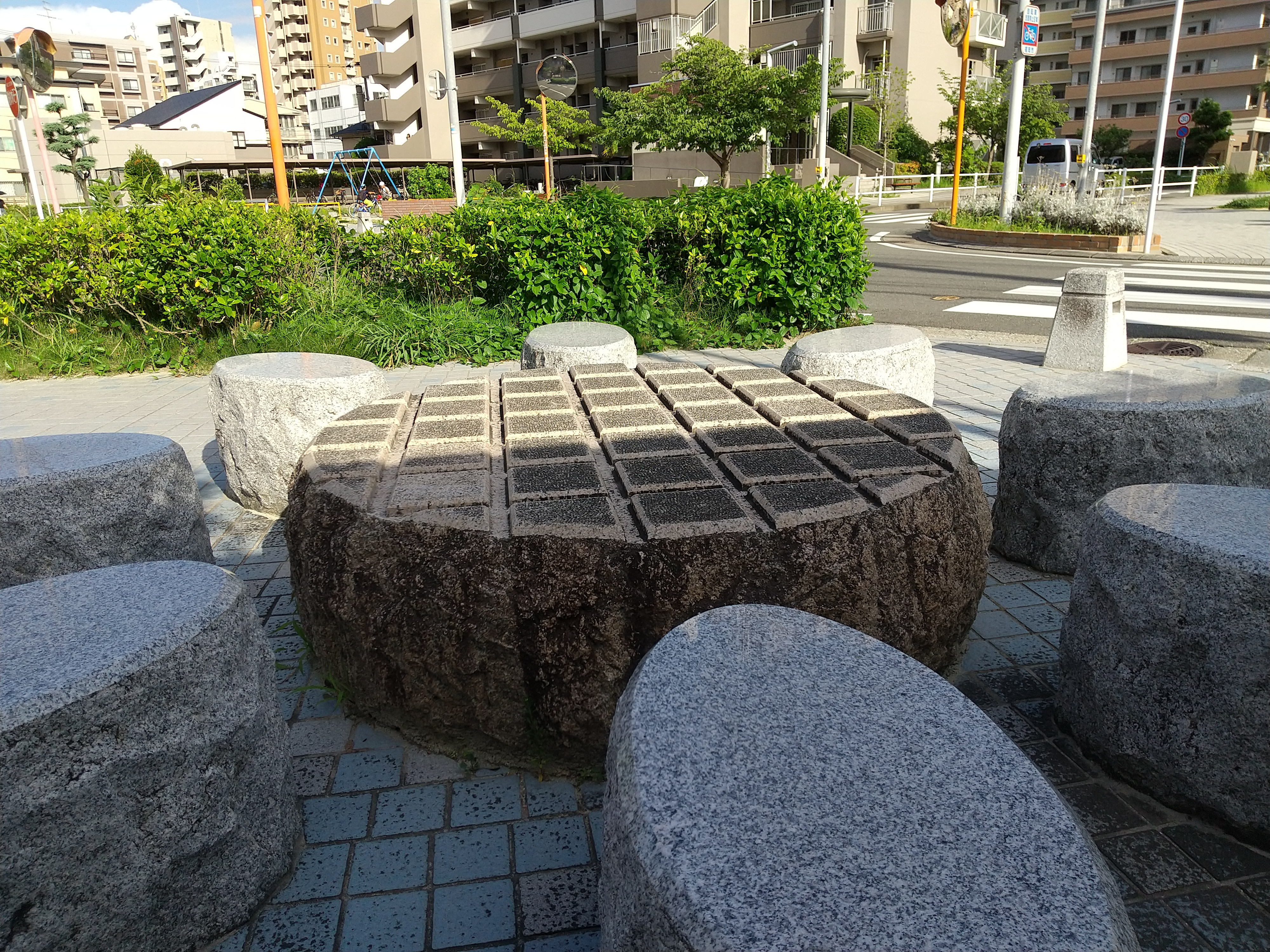
「夏、アメリカデイゴ」
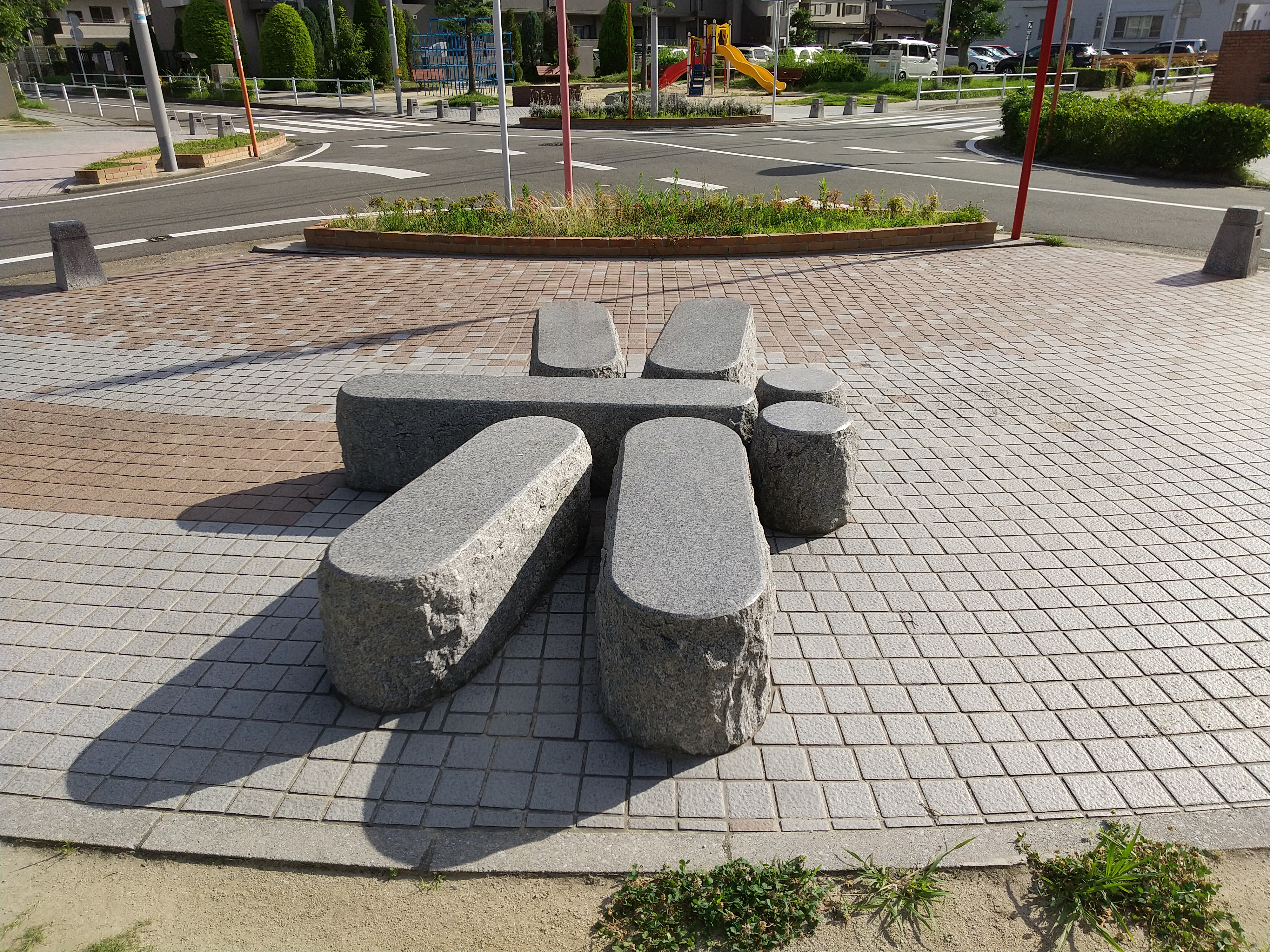
「秋、ケヤキ」
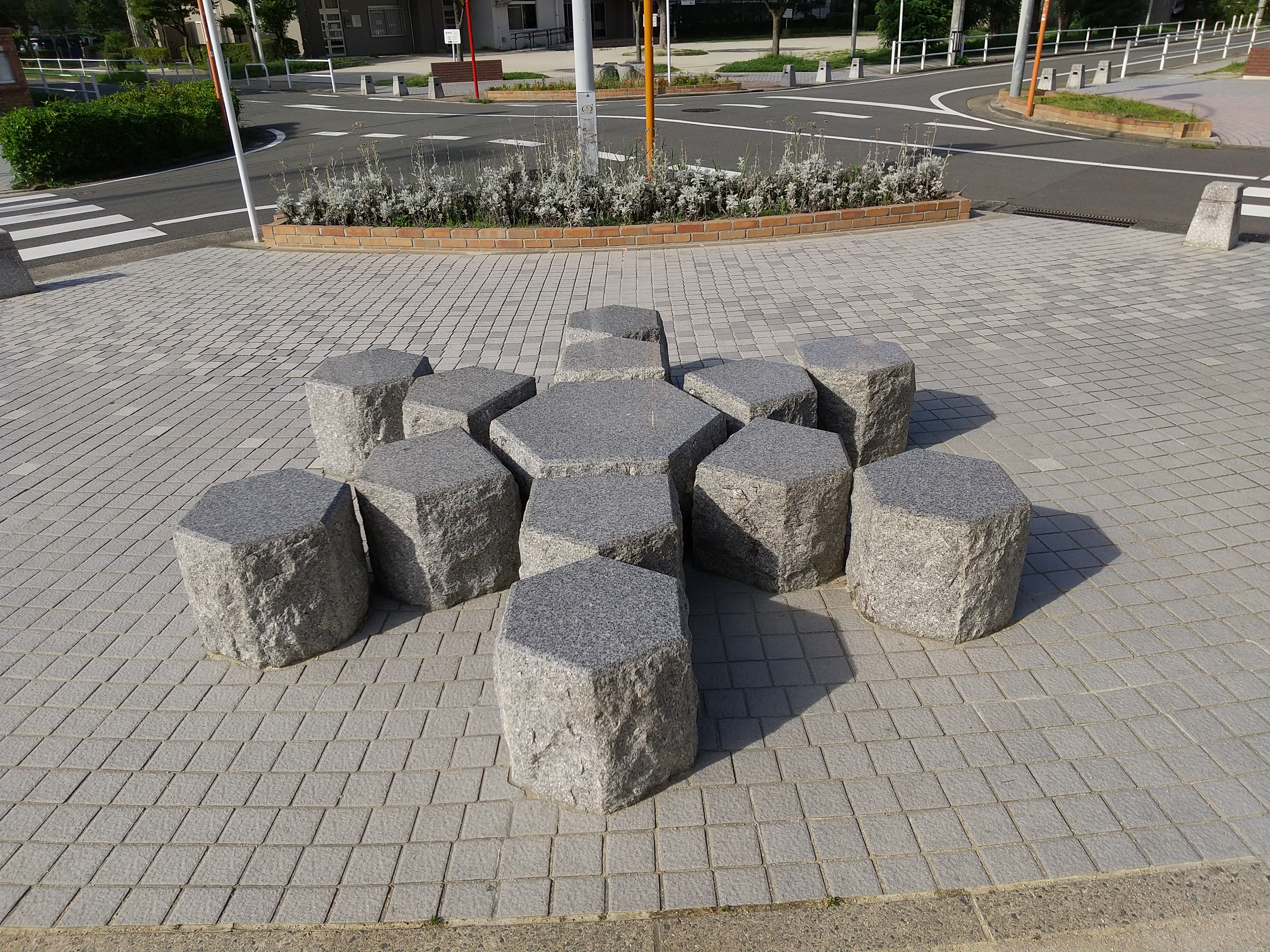
「冬、ヒマラヤシーダー」

### 住宅
- アーベインルネス城西（都市再生機構による賃貸の共同住宅）

### 学校
- 中村学園大学付属あさひ幼稚園[注釈 7]

学校の写真
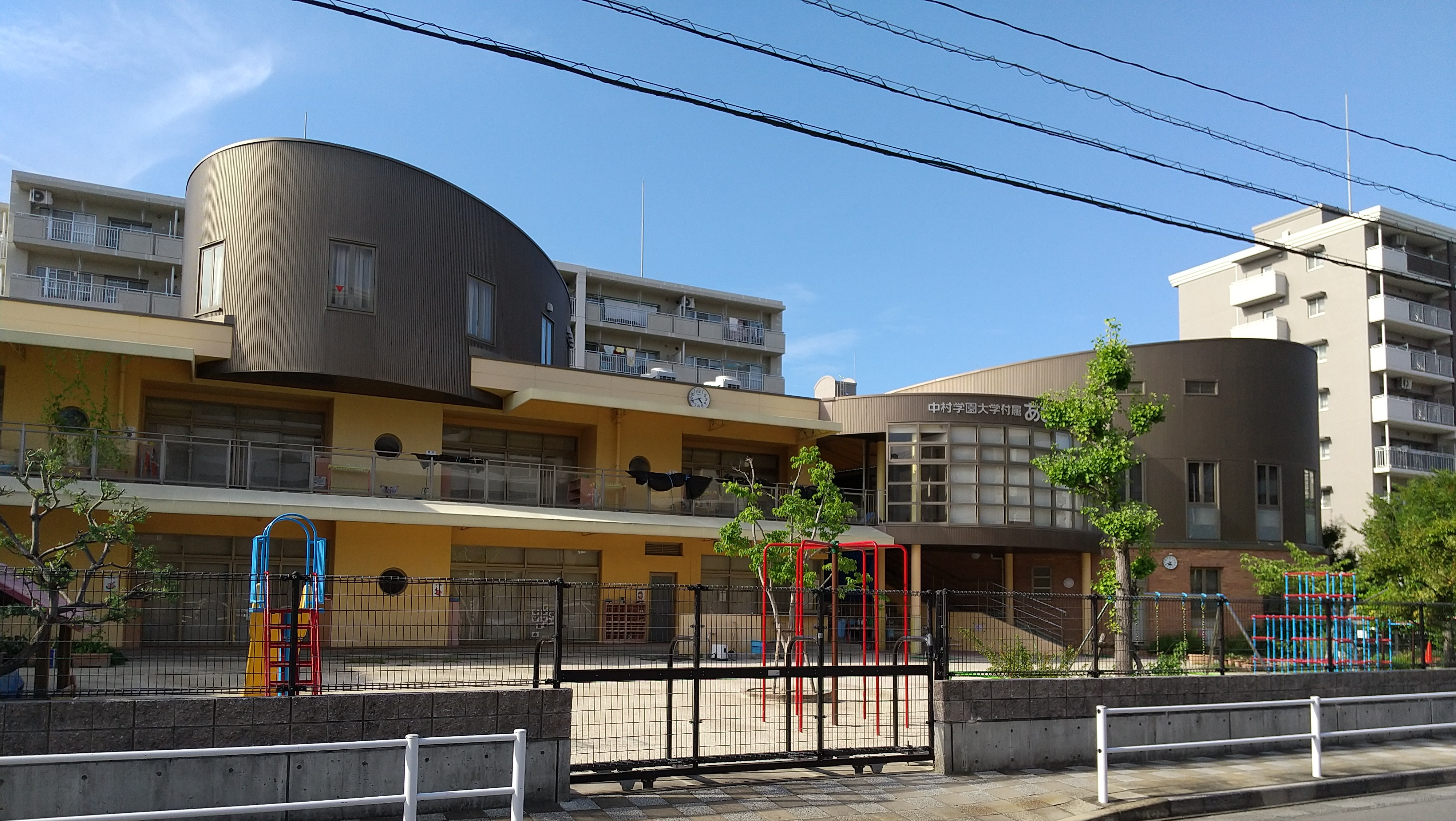
あさひ幼稚園

公立の小中学校は町内にはないが、校区については、小学校区、中学校区についてそれぞれ次の学校の校区に属する。
- 福岡市立別府小学校（所在地：814-0104別府六丁目9番1号）
- 福岡市立城南中学校（所在地：814-0111茶山六丁目19番1号）